# オーロラの国大冒険!!
『オーロラの国大冒険!!』（オーロラのくにだいぼうけん）は、東映が製作しテレビ朝日系列で1986年12月21日16:00 - 17:30に放送されたファンタジー特撮ドラマ。

## 概要
日本人の少年少女がサンタに会うために、北極圏の氷の山を目指す冒険ファンタジー。
キャッチコピーは「サンタに会いたい!　間下このみ」で、新聞のラテ欄には、「サンタに会いたい!　間下このみ　オーロラの国大冒険!!」と表記されている。当時、人気子役の間下このみが主演。全編がフィンランドの大自然を舞台に撮影され、ヘルシンキから北極圏のラップランドまでを縦断ロケしている。主役の二人以外は、フィンランドの俳優達が出演している。

## ストーリー
ある日、みちる(間下このみ)のかわいがっていた子犬が忽然と姿を消す。落ち込んでいたみちるの元に、サンタの使者と名乗る妖精エルフが現れサンタが住む国、フィンランドに瞬間移動させる。そこで、帆船のマストに宙吊りになっていた日本人の少年を助ける。彼もまた、かわいがっていた子馬がいなくなり、妖精エルフの力で、瞬間移動したのであった。
サンタに会うには北極圏の氷の山に行かなければならない。
途中、狼の群れに襲われたり、魔女に魔法をかけられたりと苦労しながら危険地帯を通り、氷点下20度にもなる冬のフィンランドで大冒険を繰り広げる。

## スタッフ
- プロデューサー：鈴木寿、高橋淳、松林明
- 脚本：西川司
- 音楽：義野裕明
- 撮影：鈴木史郎、原田和男、レイヨ・エーロ
- 照明：坂本太
- VE：茂木憲明
- MA：加島守、村田拓司
- 編集：伊藤秀行、水野千登勢
- VTR：臼井浩一、谷島裕一郎
- 効果：東洋音響
- 特殊技術：黒沢千枝
- 監督：相原英雄
- 製作：テレビ朝日、東映

## キャスト
- 間下このみ
- 佐藤雄二
- アリ・カウット
- ジーリキ・マーティセン
- マッティ・コンタニエミ